# Vojvođanska nogometna liga 1961./62.
Vojvođanska nogometna liga, također i kao Vojvođanska zona je bila liga trećeg stupnja nogometnog prvenstva Jugoslavije u sezoni 1961./62. 
 Sudjelovalo je 12 klubova, a prvak je bio "Odred" iz Kikinde. 
 
Za sezonu 1962./63., "Vojvođanska liga" je privremeno ukinuta, a kao ligu trećeg stupnja ju je zamijenila "Srpska liga – Sjeverna skupina", uz koju su uz klubove iz Vojvodine sudjelovali i klubovi s beogradskog područja. 

## Ljestvica
| mj. | klub                     | ut. | pob. | ner. | por. | gol+ | gol- | bod |
| --- | ------------------------ | --- | ---- | ---- | ---- | ---- | ---- | --- |
| 1.  | Odred Kikinda            | 22  | 14   | 4    | 4    | 51   | 18   | 32  |
| 2.  | Bačka (Bačka Palanka)    | 22  | 13   | 4    | 5    | 47   | 2    | 30  |
| 3.  | Subotica                 | 22  | 14   | 2    | 6    | 48   | 28   | 30  |
| 4.  | Zvezda Subotica          | 22  | 9    | 9    | 4    | 35   | 29   | 27  |
| 5.  | Bratstvo Jedinstvo Bečej | 22  | 8    | 6    | 8    | 40   | 33   | 22  |
| 6.  | Radnik Vrbas             | 22  | 9    | 4    | 9    | 32   | 35   | 32  |
| 7.  | Jedinstvo Stara Pazova   | 22  | 8    | 4    | 10   | 28   | 30   | 20  |
| 8.  | Sloven Ruma              | 22  | 7    | 4    | 11   | 28   | 41   | 18  |
| 9.  | Železničar Inđija        | 22  | 7    | 3    | 12   | 33   | 44   | 17  |
| 10. | Hajduk Kula              | 22  | 6    | 4    | 12   | 33   | 45   | 16  |
| 11. | Vršac                    | 22  | 4    | 7    | 11   | 26   | 51   | 15  |
| 12. | Železničar Vršac         | 22  | 2    | 8    | 12   | 18   | 43   | 12  |

## Rezultatska križaljka
| kratica | klub                     | BAČ | BRAJ | HAJ | JED | ODR | RAD | SLO | SUB | VRŠ | ZVE | ŽELI | ŽELV |
| --- | ------------------------ | --- | ---- | --- | --- | --- | --- | --- | --- | --- | --- | ---- | ---- |
| BAČ | Bačka (Bačka Palanka)    |     |      |     |     |     |     |     |     |     |     |      |      |
| BRAJ | Bratstvo Jedinstvo Bečej |     |      |     |     |     |     |     |     |     |     |      |      |
| HAJ | Hajduk Kula              |     |      |     |     |     |     |     |     |     |     |      |      |
| JED | Jedinstvo Stara Pazova   |     |      |     |     |     |     |     |     |     |     |      |      |
| ODR | Odred Kikinda            |     |      |     |     |     |     |     |     |     |     |      |      |
| RAD | Radnik Vrbas             |     |      |     |     |     |     |     |     |     |     |      |      |
| SLO | Sloven Ruma              |     |      |     |     |     |     |     |     |     |     |      |      |
| SUB | Subotica                 |     |      |     |     |     |     |     |     |     |     |      |      |
| VRŠ | Vršac                    |     |      |     |     |     |     |     |     |     |     |      |      |
| ZVE | Zvezda Subotica          |     |      |     |     |     |     |     |     |     |     |      |      |
| ŽELI | Železničar Inđija        |     |      |     |     |     |     |     |     |     |     |      |      |
| ŽELV | Železničar Vršac         |     |      |     |     |     |     |     |     |     |     |      |      |
| |                          |     |      |     |     |     |     |     |     |     |     |      |      |
| podebljan rezultat - utakmice od 1. do 12. kola (1. utakmica između klubova) rezultat normalne debljine - utakmice od 12. do 22. kola (2. utakmica između klubova) rezultat nakošen - nije vidljiv redoslijed odigravanja međusobnih utakmica iz dostupnih izvora rezultat nakošen i smanjen * - iz dostupnih izvora nije uočljiv domaćin susreta prekrižen rezultat - poništena ili brisana utakmica p - utakmica prekinuta 3:0 p.f. / 0:3 p.f. - rezultat 3:0 bez borbe n.i. - nije igrano |                          |     |      |     |     |     |     |     |     |     |     |      |      |

 Izvori: 

## Unutrašnje poveznice
- 2. savezna liga 1961./62.